# Franciszek Kępka
Franciszek Kępka (né le 4 avril 1940 à Goleszów  mort le 15 décembre 2001 à Skoczów) est un pilote polonais de vol à voile, champion national et champion d'Europe.

## Biographie
Il est fils de Franciszek Kępka senior, pilote de vol à voile. Il effectue ses premiers vols en solitaire à l'âge de dix ans sous l'œil attentif de son père. Deux ans plus tard il est officiellement autorisé à piloter des planeurs. Il trouve sa place dans l'équipe nationale à l'âge de vingt ans.
Champion d'Europe, double champion de Pologne, Franciszek detient également cinq records de Pologne et un record du monde. Recompensé pour ses exploits par la Médaille Lilienthal et la Médaille Tański.
Franciszek Kepka meurt d'une maladie incurable en 2001. Il est inhumé au cimetière évangélique de Skoczów.

## Palmarès

### Championnats du monde
- Médaille de bronze en 1965, à South Cerney au Royaume-Uni
- Médaille de bronze en 1970, à Marfa aux États-Unis
- Médaille de bronze en 1972, à Vršac en Yougoslavie
- Médaille de bronze en 1974, à Waikerie en Australie

### Championnats d'Europe
- Champion d'Europe en 1992, à Szeged en Hongrie
- Vice-Champion d'Europe en 1990, à Leszno en Pologne

### Championnats de Pologne
- Champion national en 1964
- Champion national en 1983
- Vice-Champion national en 1965
- Vice-Champion national en 1971
- Vice-Champion national en 1980
- Vice-Champion national en 1988
- Médaille de bronze en 1970
- Médaille de bronze en 1974
- Médaille de bronze en 1979
- Médaille de bronze en 1984

## Récompenses et distinctions
- Récipiendaire en 1992 de la Médaille Lilienthal
- Récipiendaire en 1967 de la Médaille Tański
- Récipiendaire du  Diplôme Paul Tissandier